# Sarona usingeri
Sarona usingeri är en insektsart som beskrevs av Asquith 1994. Sarona usingeri ingår i släktet Sarona och familjen ängsskinnbaggar. Inga underarter finns listade i Catalogue of Life.